# Micrasema dabhram
Micrasema dabhram är en nattsländeart som beskrevs av Schmid 1992. Micrasema dabhram ingår i släktet Micrasema och familjen bäcknattsländor. Inga underarter finns listade i Catalogue of Life.